# サン・ロレンツォ・デル・ヴァッロ
サン・ロレンツォ・デル・ヴァッロ（イタリア語: San Lorenzo del Vallo）は、イタリア共和国カラブリア州コゼンツァ県にある、人口約3,400人の基礎自治体（コムーネ）。

## 地理

### 位置・広がり

#### 隣接コムーネ
隣接するコムーネは以下の通り。
- アルトモンテ
- カストロヴィッラリ
- ロッジャーノ・グラヴィーナ
- スペッツァーノ・アルバネーゼ
- タルシア